# Cooper (månekrater)
Cooper er et nedslagskrater på Månen. Det befinder sig på den nordlige halvkugle på Månens bagside og er opkaldt efter den amerikanske jurist John Cobb Cooper (1887 – 1967).
Navnet blev officielt tildelt af den Internationale Astronomiske Union (IAU) i 1970. 

## Omgivelser
Cooperkrateret ligger øst for den store bjergomgivne slette D'Alembert og vest-sydvest for Chappellkrateret. 

## Karakteristika
Krateret er stærkt nedslidt og eroderet af nedslag, så det nu ikke er meget mere end en irregulær fordybning i overfladen. Der er kun lidt tilbage af den oprindelige rand, selvom dens form stadig kan anes. Mange små kratere ligger over randen og den indre væg, så der er efterladt en ringformet række af højderygge i månelandskabet. Kraterbunden er lidt mindre ujævn end den omgivende overflade og har en samling småkratere liggende nær den nordøstlige indre kratervæg.

## Satellitkratere
De kratere, som kaldes satellitter, er små kratere beliggende i eller nær hovedkrateret. Deres dannelse er sædvanligvis sket uafhængigt af dette, men de får samme navn som hovedkrateret med tilføjelse af et stort bogstav. På kort over Månen er det en konvention at identificere dem ved at placere dette bogstav på den side af satellitkraterets midte, som ligger nærmest hovedkrateret. Cooperkrateret har følgende satellitkratere:
| Cooper | Længde  | Bredde   | Diameter |
| ------ | ------- | -------- | -------- |
| G      | 52,6° N | 178,5° Ø | 20 km    |
| K      | 51,1° N | 178,1° Ø | 30 km    |

## Måneatlas
- Billeder af Cooperkrateret i LPI-måneatlasset